# 1993年朝鮮民主主義人民共和國地方選舉
朝鮮民主主義人民共和國第十五屆的地方選舉在1993年11月21日舉行，以選出全國3,520個道及市的「人民代表」。最終，本屆的投票率為99.9%，參選人當選率達100%。

## 資料來源
1. ↑  East Gate Book (2003) North Korea Handbook: Yonhap News Agency Seoul, p126 ISBN 0765610043